# Wasaorden

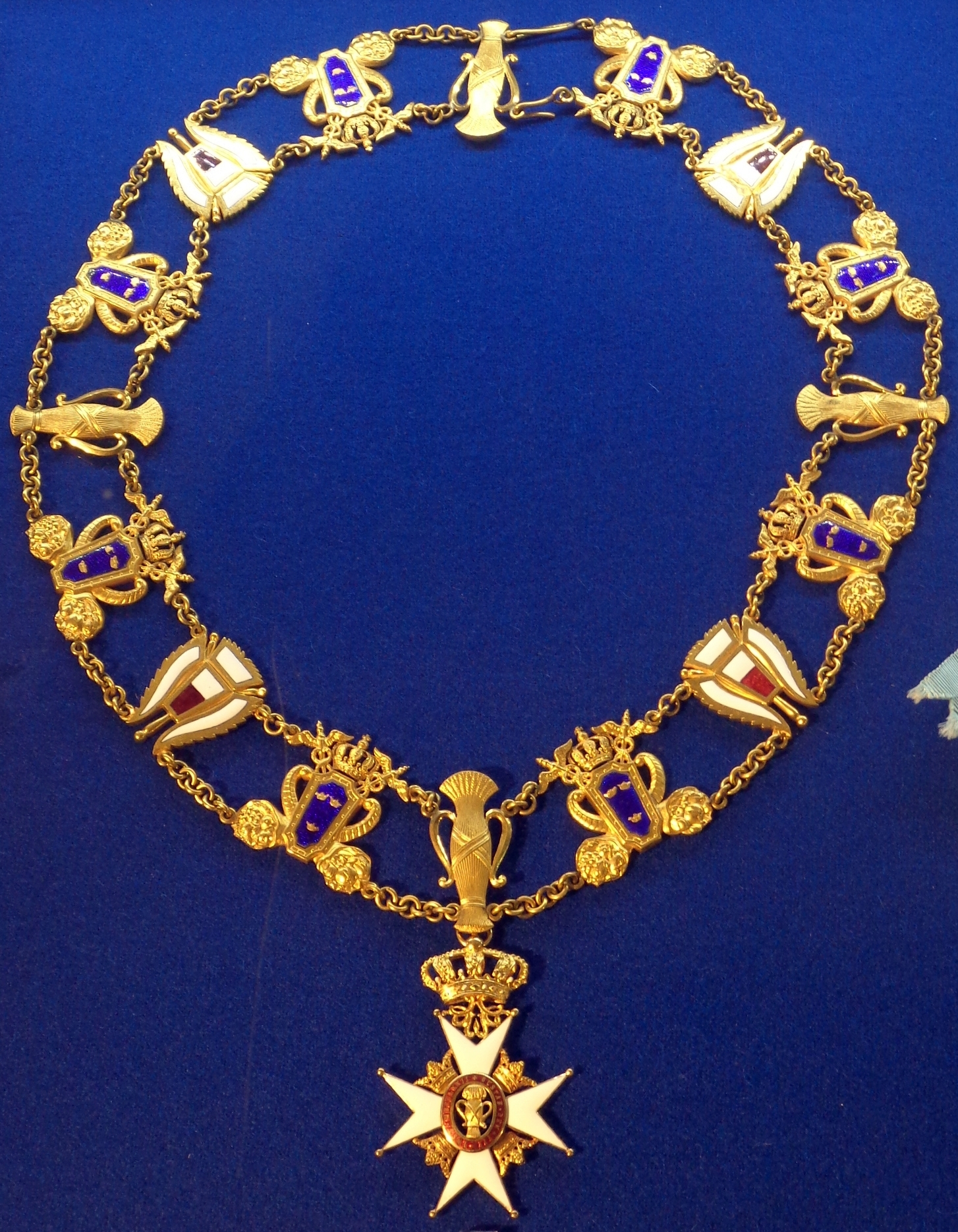
Collane mit Großkreuz

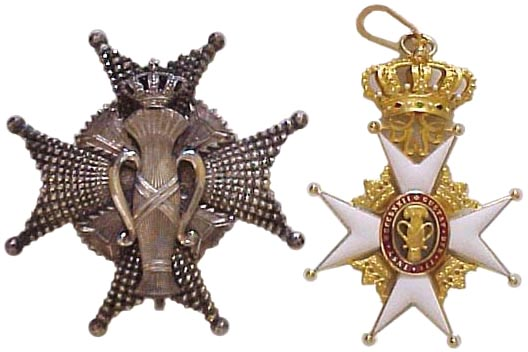
Kommandeur I. Klasse

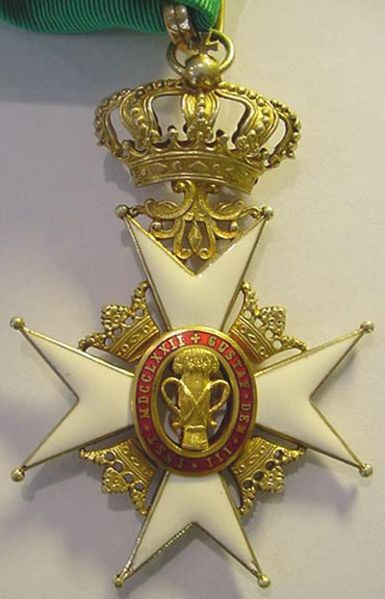
Wasaorden, 2. Modell

Ordenstracht des Wasaordens (1820)

Der Königliche Wasaorden (schwedisch Kungliga Vasaorden) ist ein schwedischer Verdienstorden. Er wird für den persönlichen Einsatz für Schweden oder für schwedische Interessen, insbesondere bei nicht-öffentlichen Aktivitäten, und für gut ausgeführte öffentliche Dienste und Aufgaben verliehen. Großmeister des Ordens ist der König von Schweden. Der Orden wird auch „das grüne Band“ genannt.
Zum Vasaorden gehören das 1895 gestiftete Wasazeichen in Silber (schwedisch Vasatecknet) und die 1895 gestiftete Wasamedaille in Gold und Silber (schwedisch Vasamedalj).

## Geschichte
Der Wasaorden wurde von König Gustav III. von Schweden am 26. Mai 1772, seinem Krönungstag, gestiftet. Der Name erinnert an die Dynastie Wasa. Ursprünglich wurde er für ausgezeichnete Verdiensten auf dem Gebiet der Landwirtschaft, des Handels, des Bergbaus, der Industrie, des Gewerbes, der Künste und der Bildung, aber auch bei der Verbreitung nützlicher Schriften auf diesen Gebieten an In- und Ausländer vergeben.
Von 1975 bis 2022 wurde der Orden nicht mehr an schwedische Bürger verliehen. Auf Beschluss des schwedischen Reichstags wurden die Verleihungen zum 1. Januar 2023 wieder aufgenommen. Zu den ersten Ausgezeichneten nach über 50 Jahren gehörten die vier Bandmitglieder der Popband ABBA, Agnetha Fältskog, Björn Ulvaeus, Benny Andersson und Anni-Frid Lyngstad, für ihre herausragende Leistungen in der schwedischen und internationalen Musik. Sie erhielten den Orden bei einer feierlichen Zeremonie von König Carl XVI. Gustaf am 31. Mai 2024.

## Ordensklassen
Der Orden wurde 1772 in den Ordensklassen Kommandeur und Ritter gestiftet. König Gustav IV. Adolf statuierte den Orden am 26. November 1798 und teilte die Kommandeure in I. und II. Klasse. Ein Statutennachtrag vom 17. April 1890 teilte dann die Ritter in zwei Klassen. Die Unterteilung in Kommandeure mit dem Großkreuz, Kommandeure I. und II. Klasse und Ritter I. und II. Klasse besteht bis heute.
- Großkreuz
- Kommandeur 1. Klasse
- Kommandeur
- Ritter 1. Klasse
- Ritter

## Ordensdekoration
Das Ordenszeichen besteht aus einem für alle Klassen gleichen und nur in der Größe verschiedenen weißemaillierten achtspitzigen Malteserkreuz. Über dem Kreuz befindet sich eine goldene Königskrone und in der Mitte ein blaues ovales Medaillon. Es zeigt in einem goldbordierten dunkelroten Reifen die goldene Inschrift GUSTAV DEN III. INSTIKTARE MDCCLXXII (Gustav der Dritte, Stifter, 1772) und das Wappenbild des Hauses Wasa, eine gebundene und gehenkelte goldene Garbe.
Bis zur Mitte des 19. Jahrhunderts bestand die Dekoration nur aus dem Medaillon, das an der Ordenskette oder am Band getragen wurde.
Die Ritter des Ordens sind berechtigt, das Ordenszeichen in ihrem Wappen zu führen.

## Trageweise
Das Band ist dunkelgrün und wird von den Großkreuzen von der rechten Schulter zur linken Hüfte, von den Kommandeuren um den Hals und von den Rittern auf der Brust getragen.
Der Wasaorden hatte auch eine besondere Ordenstracht. Bei feierlichen Gelegenheiten trugen die Kommandeure mit dem Großkreuz und die Kommandeure eine Tracht aus grasgrünem Samt.